# São Miguel de Poiares
São Miguel de Poiares ist eine Gemeinde in Portugal mit 1299 Einwohnern (Stand 19. April 2021), die sich an der Landstraße EN17 zwischen Guarda (ca. 130 km) und Coimbra (ca. 27 km) befindet. Zur Gemeinde São Miguel de Poiares zählen folgende Dörfer/Stadtteile:
- Jagundo
- Moinhos
- Venda Nova

## Wirtschaft
In den 1990er Jahren wurde in São Miguel de Poiares ein Industriepark errichtet. Durch die günstige Lage am Hauptverkehrsweg zwischen Guarda und Coimbra, den noch freien ebenen Landflächen, war São Miguel der ideale Standort für ein Industriepark.
Durch Subventionen versucht die Stadt mehr Industrie anzuziehen und somit mehr Arbeitsplätze zu schaffen. So werden die Grundstücke für symbolische 1,25 €/m², zahlbar innerhalb von fünf Jahren, ohne Zinsen verkauft. Zufahrtswege, Strom und Wasser werden während der gesamten Bauphase kostenlos bereitgestellt.
Durch diese und ähnliche Maßnahmen, hat die Stadt Poiares erreicht, dass sie zu den entwicklungsstärksten Städten Portugals zählt.
Neben der Textil- und verarbeitenden Industrie tritt vermehrt auch die Ansiedlung von Vergnügungs- und Unterhaltungsbranche in Erscheinung. So wurde in den letzten Jahren eine Outside-Kart-Rennbahn, eine Bowling-Bahn, ein Fußballplatz sowie mehrere Restaurants und Cafés im Industriepark errichtet.
Zurzeit bemüht sich die Stadt Poiares, Infrastrukturen zu verbessern, um eine Anbindung an die Schnellstraße IP3 (Chaves-Figueira da Foz). Mit dem Bau dieser Schnellstraße ist das Verkehrsaufkommen auf der EN17 drastisch zurückgegangen, so dass der damalige Vorteil als Knotenpunkt zwischen dem Landesinneren und der Küste nicht mehr vorhanden ist.
Zurzeit erlebt die Gemeinde einen Zuwachsboom von neuen Wohnblocks und Menschen. Durch die Teuerungsrate und steigende Mietpreisen in der Stadt Coimbra setzt immer mehr eine Stadtflucht ein, von welcher die Gemeinde profitiert. So sind in den letzten fünf Jahren ganz neue Wohnviertel und viele Eigentumshäuser/-wohnungen entstanden. Die dadurch vermehrte Nachfrage nach Unterhaltung und Einkaufsmöglichkeiten verschafft der Gemeinde ein großes Wachstumspotenzial, von der nicht nur die Gemeinde selbst, sondern auch die benachbarten Gemeinden profitieren.